# Brother Louie ’98
Brother Louie ’98 – singel promujący siódmy album niemieckiego zespołu Modern Talking, Back for Good. Singel został wydany 20 lipca 1998 roku przez firmę BMG. Utwór jest remiksem wcześniejszego singla „Brother Louie” z 1986 roku.
Wydawnictwo zawiera cztery utwory:
- Dwie wersje rapowe utworu (wykonuje je Eric Singleton)
- Wokalną wersję (w całości wykonuje zespół Modern Talking)
- Rapową wersje przeboju „Cheri Cheri Lady”.

W 1999, został wydany singiel z nowym remiksem „Brother Louie”. Został nazwany „Brother Louie '99”.

## Wyróżnienia
- Złota płyta:
  - Francja[1] – 347 000 sprzedanych egzemplarzy

## Lista utworów
CD-Maxi Hansa 74321 59412 2 (BMG) / EAN 0743215941224	20.07.1998
| Nr | Tytuł                                    | Czas |
| -- | ---------------------------------------- | ---- |
| 1  | Brother Louie ’98 (wersja radio)         | 3:23 |
| 2. | Brother Louie ’98                        | 3:35 |
| 3  | Brother Louie ’98 (poszerzona wersja)    | 4:11 |
| 4. | Cheri Cheri Lady '98 (poszerzona wersja) | 4:26 |

## Notowania
| Państwo         | Najwyższa pozycja |
| --------------- | ----------------- |
| Niemcy          | 16                |
| Chile           | 1                 |
| Argentyna       | 1                 |
| Austria         | 17                |
| Słowacja        | 10                |
| Hiszpania       | 2                 |
| Francja         | 2                 |
| Grecja          | 10                |
| Hongkong        | 12                |
| Węgry           | 1                 |
| Liban           | 8                 |
| Litwa           | 5                 |
| Holandia        | 51                |
| Peru            | 1                 |
| Wielka Brytania | 5                 |
| Czechy          | 7                 |
| Szwecja         | 7                 |
| Szwajcaria      | 21                |
| Turcja          | 1                 |

## Autorzy
- Muzyka: Dieter Bohlen
- Autor tekstów: Dieter Bohlen
- Wokalista: Thomas Anders
- Raper: Eric Singleton
- Producent: Dieter Bohlen
- Aranżacja: Dieter Bohlen
- Współproducent: Luis Rodriguez